# دبليو 82 (قنبلة نووية)

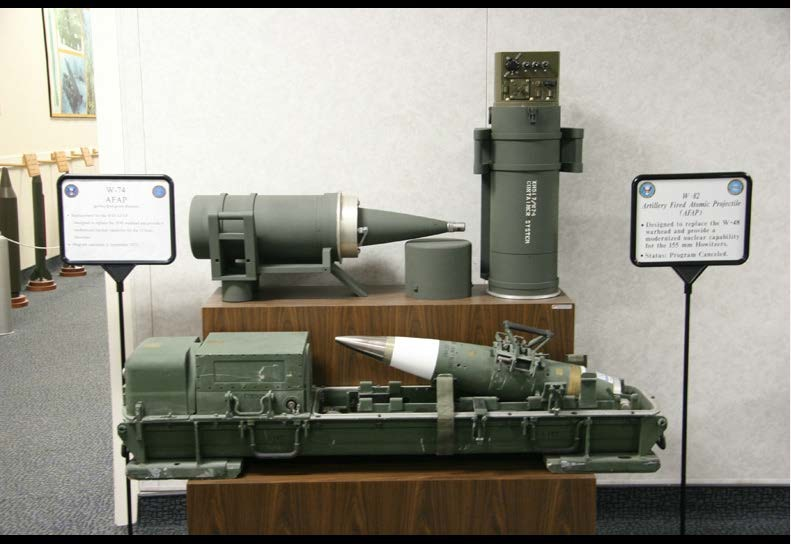

دبليو 82 هو رأس حربي نووي تكتيكي منخفض الإنتاجية طورته الولايات المتحدة وتم تصميمه لاستخدامه في قذيفة مدفعية عيار 155 ملم وقد تم تصميمه كبديل أكثر مرونة للـ دبليو 48 وهو الجيل السابق لقذيفة المدفعية النووية 155 ملم. تم إلغاء محاولة سابقة لاستبدال دبليو 48 بالذخيرة دبليو 74 بسبب التكلفة.
تم تصميم الرأس الحربي في الأصل على شكل سلاح مزدوج الغرض مع مكونات قابلة للتبديل للسماح بالعمل كمتفجر انشطاري «قياسي» أو جهاز «إشعاع معزز» وتم تطويره في مختبر لورانس ليفرمور في عام 1977. تم إلغاء البرنامج في عام 1986 كبداية ثم تم إلغاء البرنامج نهائيا في عام 1991 بسبب نهاية الحرب الباردة.